# La gente con alma
La gente con alma è un album del 1999 di Enrico Ruggeri. Si tratta della versione in spagnolo dell'album Domani è un altro giorno del 1997.

## Tracce
1. Nieve al sol - 4:53 (Neve al sole)
2. Rostros perdidos - 4:56 (Volti perduti)
3. Cuando los viejos se enamoran - 4:41 (Quando i vecchi si innamorano)
4. El ilusionista - 2:41 (Il prestigiatore)
5. ...y Gepetto se quedó de nuevo solo - 3:49 (...e Geppetto rimase di nuovo solo)
6. El mercado de lo usado - 3:55 (Il mercato dell'usato)
7. Corazón tan grande - 4:36 (Il mio cuore grande)
8. El virtuosista - 4:19 (Il fantasista)
9. La poesía - 4:46 (La poesia)
10. Noche de calor - 3:53 (Notte di calore)
11. La gente con alma - 5:04 (La gente di cuore)